# 赫曼·羅夏克
赫曼·羅夏克（德語：Hermann Rorschach；德語：[ˌhɛʁman ˈʁoːʁʃax]；1884年11月8日—1922年4月1日）是瑞士一名佛洛伊德學派的精神科醫師以及精神分析學家，因發展出一套名為「羅夏克墨跡測驗」的投射技術而聞名。據說設計這項測驗是為了藉著對刺激物的投射以反映出人格中的下意識部分。在測驗中，受測者會看到10個不同的墨跡圖案，一次一個，並讓受測者說出每次所看到的物體或圖像為何。

## 早年生活及職業生涯
羅夏克出生於蘇黎世，是家中三個孩子中的長子，有一個妹妹安娜（Anna）及一個弟弟保羅（Paul）。童年及青少年時期，羅夏克則在瑞士北部的沙夫豪森度過。他與當時瑞士的其他年輕人一樣，喜愛墨跡藝術（即製做富於想像的墨跡「圖片」），因此高中在同學們當中還獲得了「墨跡」的稱號。但不同於其他的同學，羅夏克則是把墨跡當作了他畢生的職業。
羅夏克的父親烏爾里希·羅夏克（Ulrich Rorschach）是名美術老師，常常鼓勵羅夏克藉由繪畫並畫些傳統的圖像以作為創意性的方式來表達自己。 當高中快畢業時，他無法決定要以藝術還是以科學來作職業，於是便寫了封信給一位著名的德國生物學家恩斯特·海克爾請求給予指點。這位生物學家建議他以科學作職業，於是羅夏克便入學就讀蘇黎世大學的醫學院同時並開始學習俄語。當羅夏克還在柏林念書時曾於1906年到過俄羅斯度假。
羅夏克師從曾經教授過卡爾·榮格的著名精神病學家尤金·布魯勒，並經常與一群精神分析學的知識分子為伍，這使得羅夏克感到相當興奮，並且也使他時常地想到童年時所喜愛的墨跡。他很好奇為甚麼不同的人就相同的墨跡常常會看出完全不同的事物。當還在醫學院作學生時，他就開始拿墨跡圖像給學童們看，並分析他們的反應。
1857年，德國醫生賈斯汀納斯·柯納（Justinus Kerner）曾發表了一本著名詩集，當中每首詩都是由一幅幅偶然的墨跡所啟發而寫出來的。據推測羅夏克熟知該書，而法國心理學家阿爾弗雷德·比奈也曾以墨跡作實驗來測試創造力。
1914年7月，羅夏克回到了瑞士，在黑里紹的一家精神病院作一名助理醫師。 1921年，他寫了《心理診斷法》（Psychodiagnostik）一書，以作為墨跡測驗的基礎。墨跡測驗在往後會這樣一夜成名是因為其對行為的解讀似乎非常神奇，但其實該測驗已被視為一種偽科學並存有爭議。

## 個人生活
1909年，羅夏克畢業於蘇黎世大學的醫學院，並與一位來自俄羅斯韃靼斯坦共和國喀山市的女孩Olga Stempelin訂婚，後於1913年底結婚。這對夫妻隨後便移居俄羅斯，並於1917年及1919年各育有一女伊莉莎白（Elizabeth）及一子瓦定（Wadin）。

## 逝世
1922年4月1日，出書一年後，時任黑里紹醫院副主任的羅夏克很可能因闌尾炎所引發的腹膜炎而病逝，得年37歲。

## 紀念
2013年11月8日，Google首頁的商標改成羅夏克的畫像及動態的墨跡測驗圖，並將「Google」六個字母巧妙的變成房間牆壁的窗及掛飾，以紀念他的129歲冥誕。

## 外部連結
- 在WhoNamedIt.com上赫曼·羅夏克的傳記 （页面存档备份，存于）
- 赫曼·羅夏克檔案館與博物館－由伯恩大學圖書館、羅夏克國際協會、以及漢斯·胡伯·霍格雷夫出版公司所贊助。
- Swiss Info 上赫曼·羅夏克的介紹（页面存档备份，存于）